# Biburg (Niederbayern)
Biburg ist eine Gemeinde im niederbayerischen Landkreis Kelheim sowie Mitglied der Verwaltungsgemeinschaft Siegenburg.

## Geografie
Die Gemeinde liegt in der Planungsregion Regensburg.
Es gibt acht Gemeindeteile (in Klammern ist der Siedlungstyp angegeben):
- Altdürnbuch (Dorf)
- Biburg (Pfarrdorf)
- Dürnhart (Dorf)
- Etzenbach (Dorf)
- Höhenwang (Einöde)
- Perka (Dorf)
- Rappersdorf (Dorf)
- Schwabbruck (Weiler)

Es gibt die Gemarkungen Altdürnbuch und Biburg.

## Geschichte

### Bis zur Gemeindegründung
Biburg wurde erstmals 1048 als Piburch erwähnt. Das Kloster Biburg wurde 1132 durch Konrad und Arbo von Sittling-Biburg an der Stelle der Burg Biburg gegründet. 1555 wurde das Kloster aufgehoben, die Anlage kam in landesherrliche Verwaltung. 1589 erhielten Jesuiten aus Ingolstadt die Gebäude. 1781 übernahm der Malteserorden die Klosteranlage und die geschlossene Hofmark, die er bis zu seiner Auflösung 1808 innehatte. 1808 ging das Kloster durch die Säkularisation in das Eigentum des bayerischen Staates über. Im Zuge der Verwaltungsreformen in Bayern entstand mit dem Gemeindeedikt von 1818 die heutige Gemeinde.

### Eingemeindungen
Die Gemeinde Altdürnbuch kam mit ihren Gemeindeteilen Etzenbach und Rappersdorf mit der Gemeindegebietsreform am 1. Januar 1978 zur Gemeinde Biburg.

### Einwohnerentwicklung
Im Zeitraum 1988 bis 2018 stieg die Einwohnerzahl von 946 auf 1287 um 341 Einwohner bzw. um 36,1 %, von 2000 bis 2018 stagnierte sie.
| Jahr | Einwohner |
| ---- | --------- |
| 1961 | 0810      |
| 1970 | 0885      |
| 1987 | 0939      |
| 1991 | 0943      |
| 1995 | 1012      |
| 2000 | 1277      |
| 2005 | 1244      |
| 2010 | 1214      |
| 2015 | 1193      |
| 2016 | 1227      |
| 2017 | 1258      |
| 2018 | 1278      |
| 2019 | 1280      |
| 2021 | 1397      |
| 2023 | 1431      |

## Politik

### Bürgermeister
| Amtszeit  | Bürgermeister                                                |
| --------- | ------------------------------------------------------------ |
| 1945–1952 | Josef Gigl                                                   |
| 1952–1978 | Xaver Wallbrun                                               |
| 1978–1996 | Jakob Zwerger                                                |
| 1996–2020 | Thomas Zachmayer                                             |
| seit 2020 | Bettina Danner (Aktive Biburger Bürger / Parteifreie Wähler) |

Erste Bürgermeisterin ist seit 1. Mai 2020 Bettina Danner (Aktive Biburger Bürger / Parteifreie Wähler).

### Gemeindesteuereinnahmen
Die Gemeindesteuereinnahmen betrugen im Jahr 2013 gerundet 709.000 €, davon lag die Gewerbesteuereinnahmen (netto) bei 97.000 € und der Gemeindeanteil an der Einkommensteuer bei 507.000 €.

### Wappen
| Wappen von Biburg | Blasonierung: „In Rot die zweitürmige silberne Ortskirche mit blauen Dächern; darüber schwebend ein von Silber und Blau geteilter Schild, darin drei zwei zu eins gestellte heraldische Rosen mit goldenen Butzen in verwechselten Farben.“ |
| Wappen von Biburg | |

### Gemeindepartnerschaft
Am 28. Mai 1992 wurde die Partnerschaft mit der französischen Gemeinde Cauffry besiegelt, die Gegenunterzeichnung in Cauffry erfolgte am 4. Juni 1993, genau genommen ist es eine Regionalpartnerschaft mit dem Département Oise.

## Kultur und Sehenswürdigkeiten

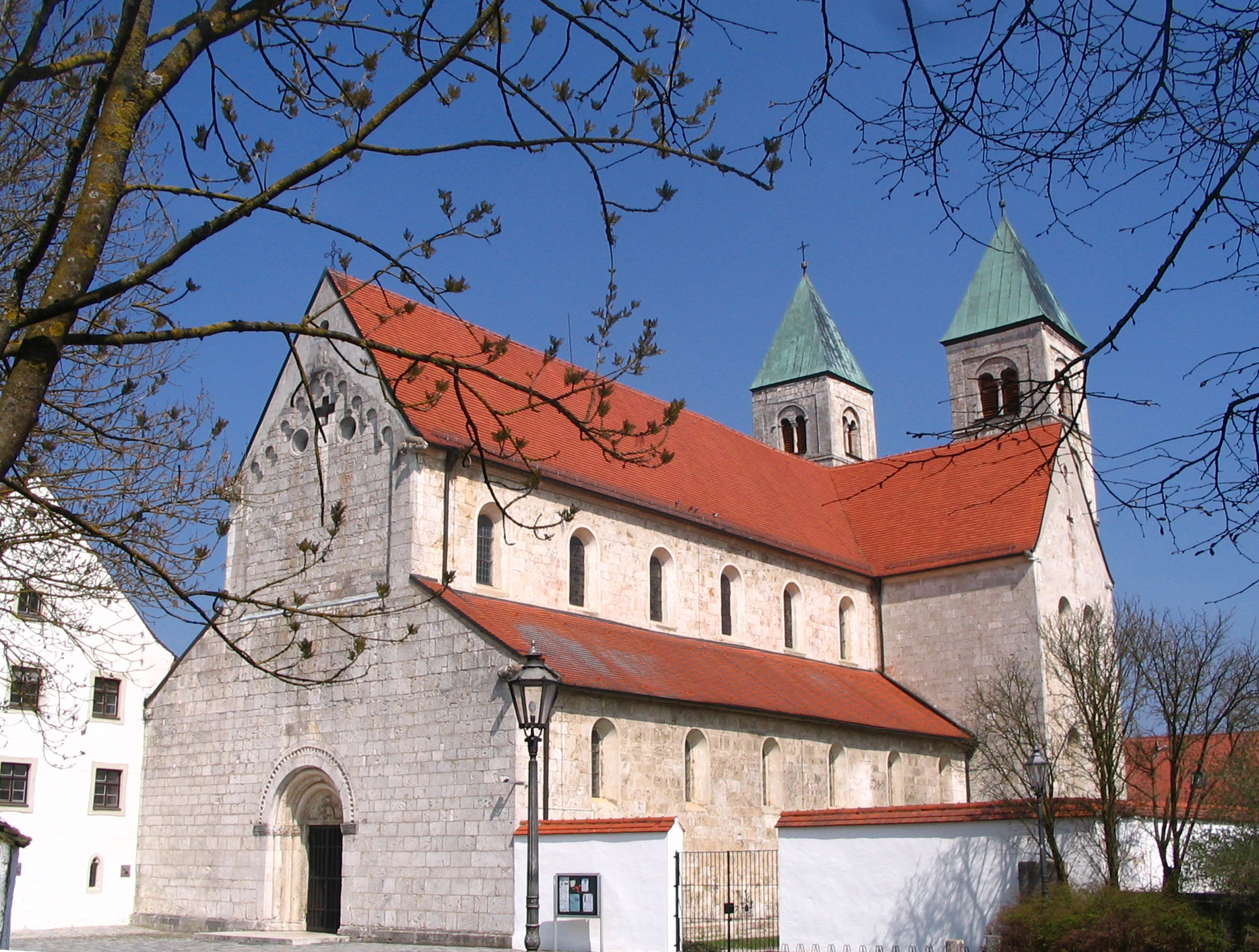
Ehemalige Klosterkirche Maria Immaculata

### Kirchen
- Kirche St. Michael und Leonhard in Perka
- Kirche St. Margaretha in Altdürnbuch
- Erlöserkapelle Biburg
- Pfarrkirche Maria Immaculata in Biburg (die ehemalige Klosterkirche zählt zu den bedeutendsten romanischen Baudenkmälern Altbayerns)

### Sonstige Bauten
- gemeindlicher Klosterkomplex: Schauplatz des Filmes Trans Bavaria des Regisseurs Konstantin Ferstl; Nutzung des ehemaligen Klosters unter anderem für Theateraufführungen, Feiern und Filmvorführungen; Grundsanierung und Umbau zu einem Wohnkomplex (begonnen im Jahr 2019)

## Wirtschaft und Infrastruktur

### Wirtschaft
Es gab 2013 nach der amtlichen Statistik 83 sozialversicherungspflichtig Beschäftigte am Arbeitsort. Sozialversicherungspflichtig Beschäftigte am Wohnort wurden insgesamt 457 gemeldet.

### Bildung
Es gibt folgende Einrichtungen (Stand: 2020):
- Kindertagesstätte: Kindertagesstätte Biburg (Krippe und Kindergarten)

## Persönlichkeiten
- Heiliger Eberhard (um 1085–1164), Erzbischof von Salzburg (erster Abt des Biburger Klosters) (1085/1089 bis 1164)
- Heinrich von Biburg  († 28. März 1084) war Patriarch von Aquileja von 1077 bis 1084.
- selige Berta von Biburg (Stifterin des Klosters von Biburg) (1060 bis 1130)
- Angerer der Ältere (* 1938), Maler und Fantast, Filmarchitekt (Die unendliche Geschichte II, nach Michael Ende), Bühnenbildner (Der kleine Hobbit, nach J. R. R. Tolkien), Bildhauer (Erlöserkapelle in Biburg), Autor von Kulturpause, Ein verlorener Traum und Kein verlorener Traum